# Marek Sira
Marek Sira (ur. 27 lipca 1964 w Łodzi) – polski lekkoatleta, sprinter, mistrz Polski.
Specjalizował się w biegu na 400 metrów. Szósty zawodnik mistrzostw Europy juniorów na tym dystansie (Schwechat 1983). Startował w sztafecie 4 × 400 metrów  w finale Pucharu Europy w 1985 w Moskwie (5. miejsce) i Pucharu Europy w 1987 w Pradze (7. miejsce).
Był mistrzem Polski na 400 metrów w 1987, wicemistrzem w 1984 oraz brązowym medalistą w 1985 i 1986. 
Rekordy życiowe Siry:
- bieg na 100 metrów – 11,12 (3 czerwca 1986, Poznań)
- bieg na 200 metrów – 21,52 (6 września 1986, Łódź)[6]
- bieg na 400 metrów – 46,54 (4 czerwca 1987, Grudziądz)[7]
- bieg na 400 metrów przez płotki – 52,05 (22 czerwca 1986, Łódź)[8]

Był zawodnikiem AZS Łódź.